# Edestin
Edestin (také známý jako edistin) je vysoce stravitelný hexamerní protein luštěnin, a protein pro skladování semen s molekulovou hmotností 310 kDa. Edestin je globulární protein (biologicky aktivní) na rozdíl od vláknitého proteinu (strukturního). I když lidské tělo může vyrábět globulární bílkoviny z jakéhokoli zdroje bílkovin, je pro tělo mnohem efektivnější vyrábět globuliny z místně stravitelných globulárních bílkovin.
Edestin má jedinečnou schopnost stimulovat výrobní proces protilátek proti invazivním látkám a obsahuje nízký přitěžující obsah fosforu (onemocnění ledvin atd.).
Globulární proteiny nacházející se v edestinu (a v globulinech alfa 1, alfa 2 globulinech, beta globulinech a gama globulinech) jsou dlouhé peptidové řetězce, prekurzory biologických proteinů nezbytných pro život. Edestin je podobný sérovému globulinu (krevní plazmě) a biologicky aktivní protein edestinu je metabolizován v lidském těle. Je schopen biosyntézy na:
- hormony (které regulují všechny procesy v těle),
- hemoglobin (který transportuje kyslík, oxid uhličitý a oxid dusnatý),
- enzymy (které katalyzují a řídí biochemické reakce),
- protilátky (imunoglobuliny, které brání napadení bakterií, virů a jiných patogenů, stejně jako toxiny nebo antigeny při vstupu do těla).

Edestin lze také rozdělit na edestan.

## Konopné semeno
Komerční konopná semena (pro lidskou spotřebu) obsahují v průměru 30-35 % bílkovin, z nichž 60-80 % je edestin (zbytek je albumin). Pro použití jako „vynikající antioxidační živina“ byl navržen konkrétní kmen korejského konopí Cheungsam, protože obsahuje aktivitu zachycování volných radikálů 2,2-difenyl-l-pikrylhydrazyl (DPPH).